# Bacharach

Blick auf Bacharach

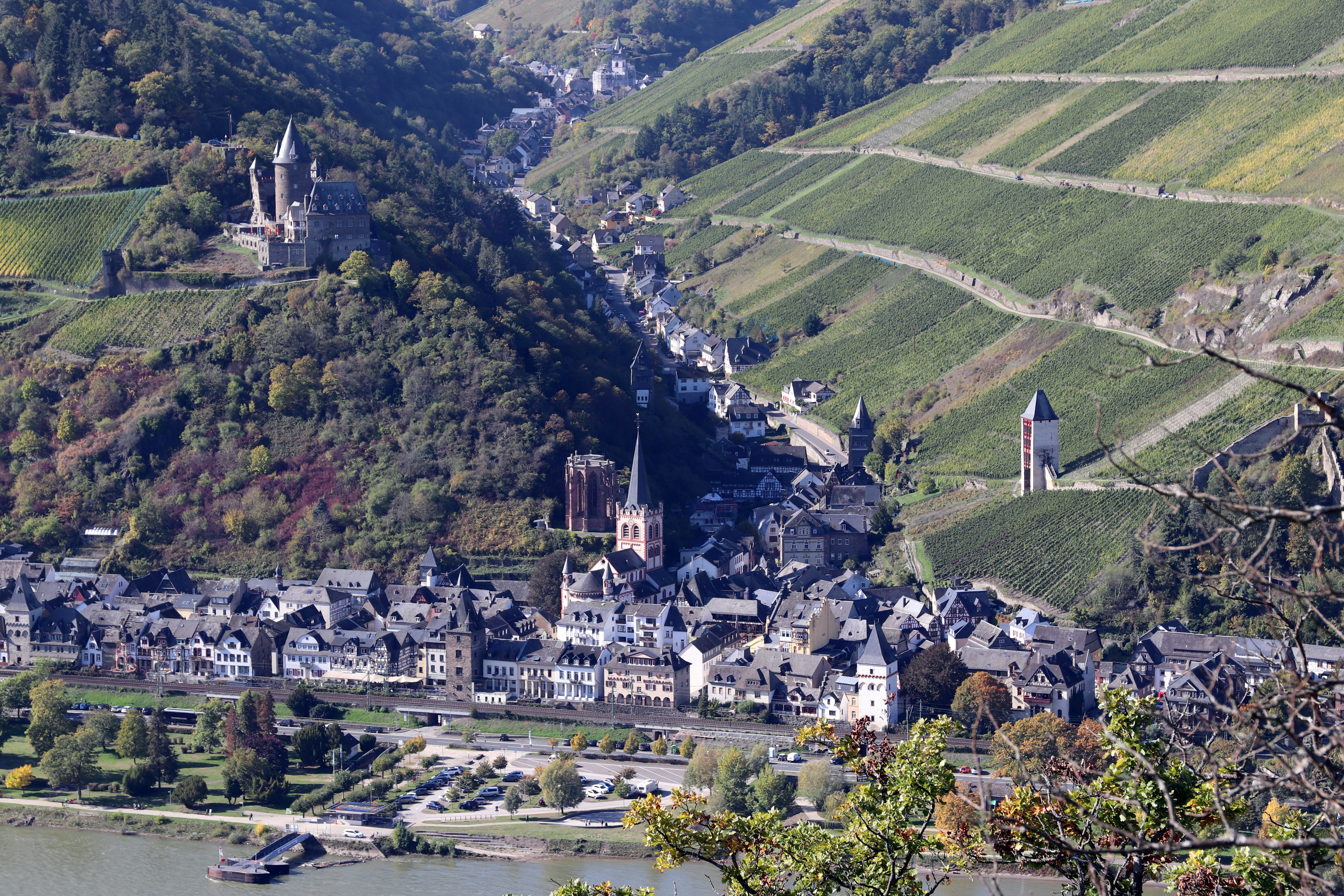
Bacharach, Rheinseite

Bacharach [ˈbaxaʁax] (auch als Bacharach am Rhein bekannt) ist eine Stadt im UNESCO-Welterbe Oberes Mittelrheintal im Landkreis Mainz-Bingen in Rheinland-Pfalz. Der ursprüngliche Name Baccaracus deutet auf einen keltischen Ursprung hin. Oberhalb des Ortes erhebt sich die Burg Stahleck (heute eine Jugendherberge).
Bacharach ist gemäß der Landesplanung als Grundzentrum ausgewiesen.

## Geografische Lage und Gliederung
Im nördlichen Zipfel des rheinland-pfälzischen Landkreises Mainz-Bingen, ca. 15 Kilometer nordwestlich von Bingen am Rhein gelegen, ist Bacharach Teil der Kulturlandschaft Oberes Mittelrheintal sowie des Naturraumes Mittelrheingebiet mit seinem gleichnamigen Weinbaugebiet. Die östliche Grenze der Stadt bildet der Rhein. Im Westen reicht ihr Gebiet bis auf die ersten Anhöhen des Hunsrücks, mit dem sie durch das Steeger Tal verbunden ist. Durch das Tal verlaufen der Winzbach und die Blücherstraße (L 224).
Neben der unmittelbar am Rhein gelegenen Kernstadt umfasst Bacharach die Stadtteile Steeg, Medenscheid, Neurath und Henschhausen. Der erstgenannte liegt im Steeger Tal, einem Seitental des Rheins, und geht fließend in die Kernstadt über. Die letzteren liegen auf der Hunsrückhöhe oberhalb von Bacharach: Medenscheid und Neurath im Süden, Henschhausen im Norden. Die Ortsteile auf dem Hunsrück haben eigene Zuwege zum Rhein. Auch die unbewohnte Rheininsel Bacharacher Werth gehört zu Bacharach. Das Stadtgebiet erstreckt sich von Ost nach West über ca. 8 Kilometer und von Nord nach Süd über etwa 4 Kilometer Luftlinie.

## Geschichte

### Mittelalter
Die älteste erhaltene Erwähnung von Bacharach stammt vom Beginn des 11. Jahrhunderts. Wohl schon im 7. Jahrhundert ging das königliche Gebiet in den Besitz des Kölner Bischofs Kunibert über (darauf deutet eine „Kunibertskapelle“ an Stelle der heutigen Wernerkapelle. Vögte des Kölner Besitzes waren die Pfalzgrafen, die mit der Zeit den Kölner Einfluss zurückdrängten. Bereits Pfalzgraf Hermann von Stahleck hatte so viel Einfluss, dass er auf Burg Stahleck residierte. Die Tochter seines Nachfolgers Konrad von Staufen heiratet heimlich auf Burg Stahleck einen Sohn der verfeindeten Familie der Welfen. Dadurch fiel Bacharach und die gesamte Pfalzgrafschaft für kurze Zeit an Heinrich von Braunschweig. 1214 wurden die Wittelsbacher Pfalzgrafen neue Herren über Bacharach. Sie erhielten zusammen mit dem Unteramt Kaub hier ihre wichtigste Zoll- und Einnahmequelle. 1314 fiel hier der Beschluss, Ludwig den Bayern zum deutschen König zu wählen. Außerdem war Bacharach die wichtigste Umladestation für den Weinhandel, da hier die Fässer von kleineren Schiffen, die allein das Binger Loch passieren konnten, auf größere verladen wurden. Ab jetzt trug der Wein die Bezeichnung „Bacharacher“. Auch durch den Holzhandel aus dem Hunsrück gewann Bacharach an Bedeutung und erhielt 1356 die Stadtrechte. Das Kloster Otterberg war in der Stadt begütert.

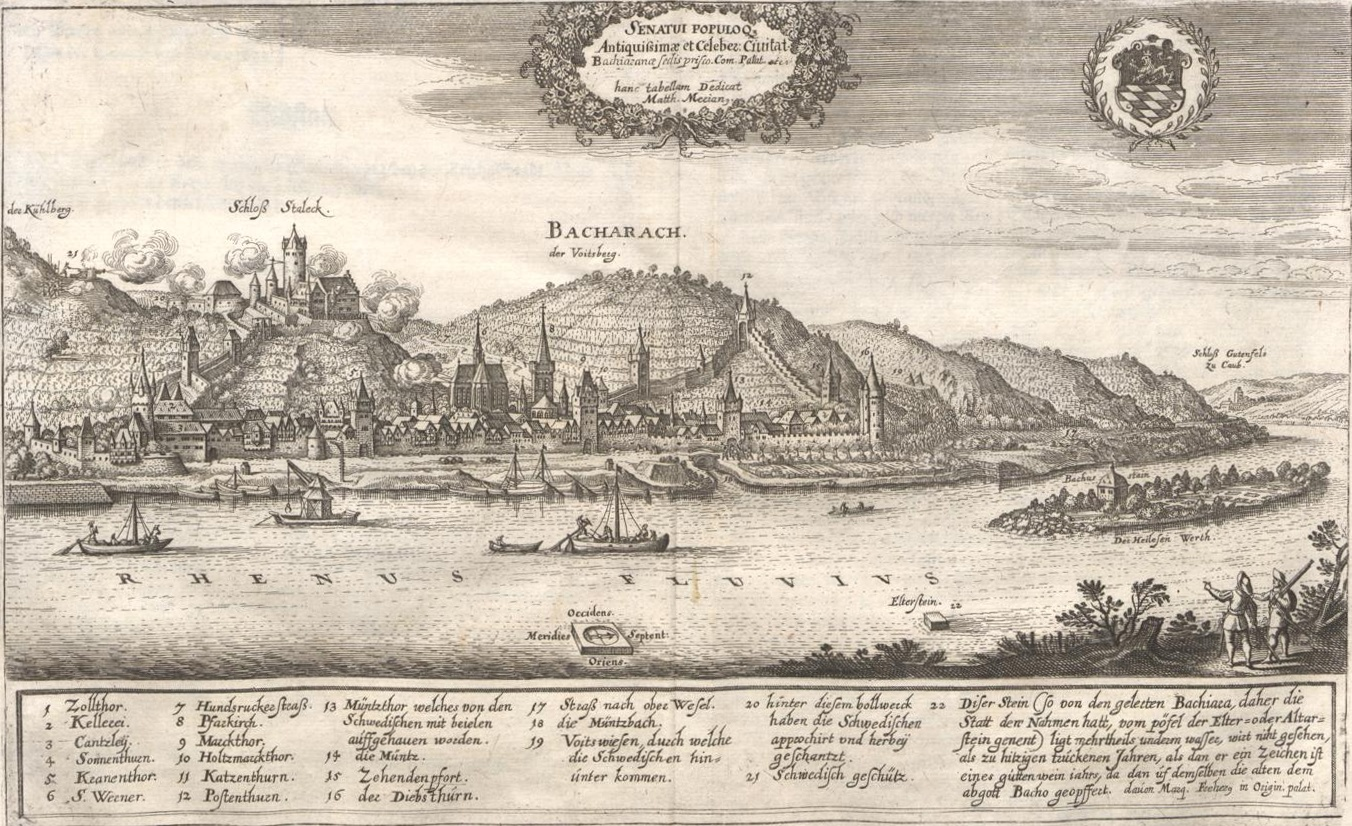
Bacharach 1645 (Matthäus Merian)

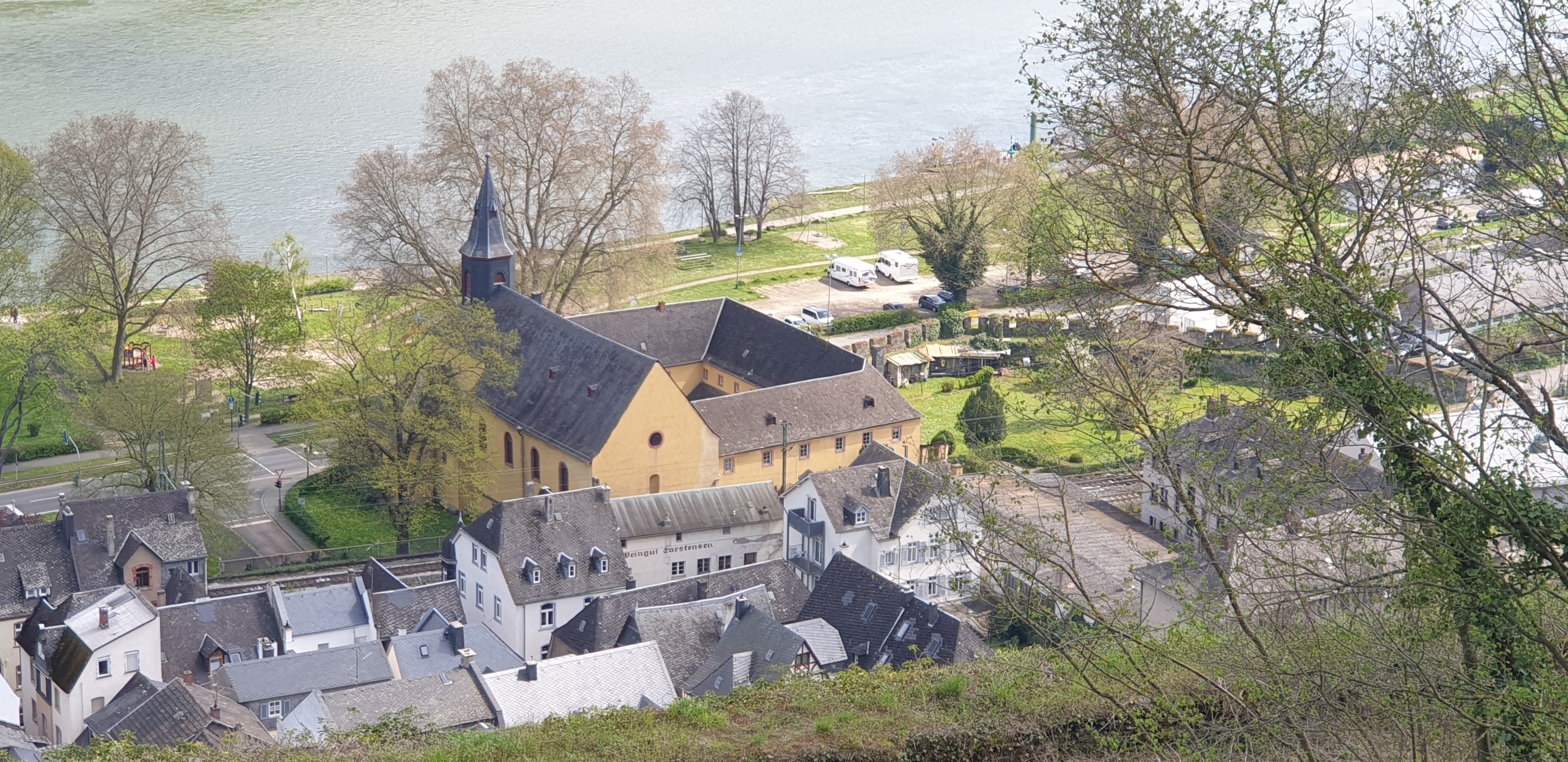
Ehemaliges Kapuzinerkloster Bacharach 2023

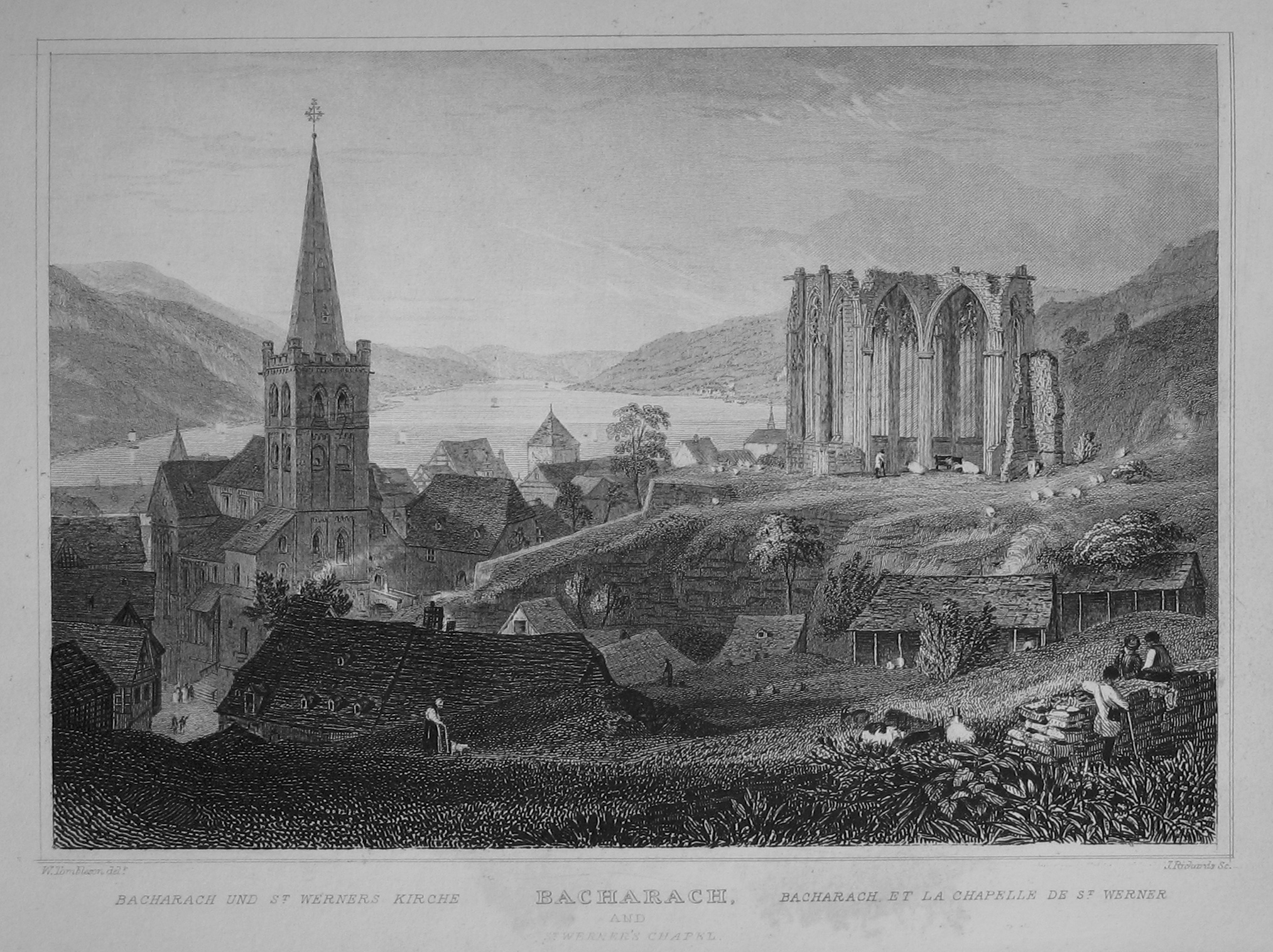
Rheinromantische Wernerkapelle auf einem Stich von William Tombleson

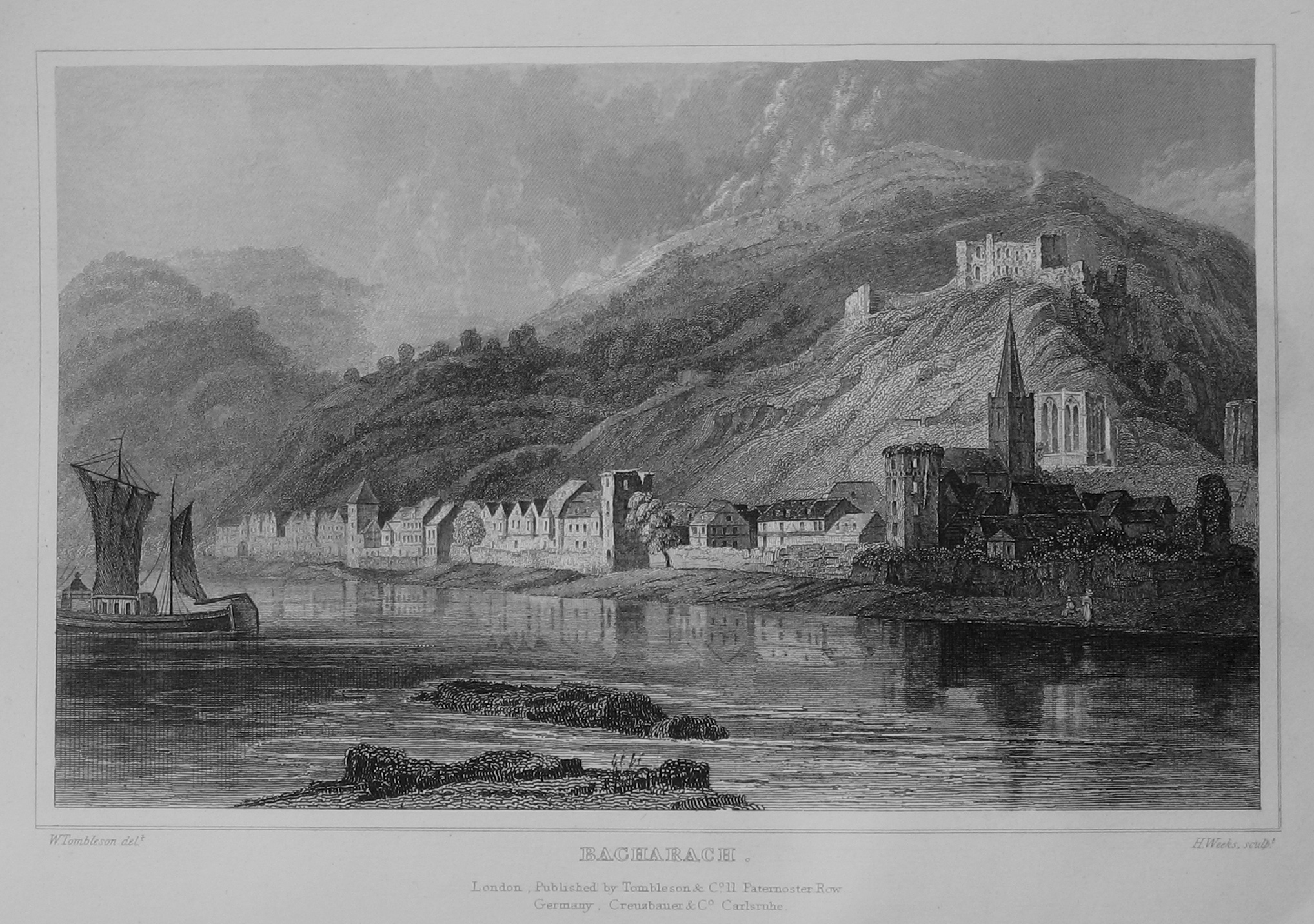
Bacharach um 1832 auf einem Stich von William Tombleson

Bacharach am Rhein 1912

Weithin sichtbar ist die gotische Wernerkapelle, sie ist ein rheinromantisches Wahrzeichen der Stadt und liegt auf dem Weg zur Burg Stahleck, von der Stadt aus. Ihr Bau wurde um 1293 (erste Weihe eines Werneraltars im Südflügel) an der Stelle der älteren Kunibertkapelle als Wallfahrtskapelle erbaut und mit Beiträgen der Wallfahrer finanziert aber erst nach 1426 vollendet. Bei der Sprengung der Burg (1689) wurde sie stark beschädigt und verfiel danach zur Ruine. Namensgeber ist der lange als Heiliger verehrte Werner von Oberwesel: der ungeklärte Tod des 16-Jährigen 1287 wurde nach der zeittypischen Ritualmordlegende der örtlichen jüdischen Gemeinde angelastet. Die anschließende Pogromwelle zerstörte jüdische Gemeinden nicht nur am Mittelrhein, sondern auch an der Mosel und im niederrheinischen Raum. 1963 wurde Werner aus dem Heiligenkalender des Bistums Trier gestrichen. Die heute an die Ereignisse erinnernde Gedenktafel vor der Kapelle enthält ein Gebetzitat von Papst Johannes XXIII.:

„Wir erkennen heute, daß viele Jahrhunderte der Blindheit unsere Augen verhüllt haben, so daß wir die Schönheit deines auserwählten Volkes nicht mehr sahen und die Züge unseres erstgeborenen Bruders nicht mehr wiedererkannten. Wir entdecken nun, daß ein Kainsmal auf unserer Stirn steht. Im Laufe der Jahrhunderte hat unser Bruder Abel im Blute gelegen, das wir vergossen, und er hat die Tränen geweint, die wir verursacht haben, weil wir deine Liebe vergaßen. Vergib uns den Fluch, den wir zu Unrecht an den Namen der Juden hefteten. Vergib uns, daß wir dich in ihrem Fleische zum zweitenmal ans Kreuz schlugen. Denn wir wußten nicht, was wir taten …“

1344 wurde mit dem Bau der Stadtmauer begonnen, die um 1400 vollendet war.

### Frühe Neuzeit
1545 wurden die Stadt und die Pfalz unter Pfalzgraf Friedrich II. protestantisch. Erster evangelischer Pfarrer war Remigius Albulan († 1547). Burg Stahleck und die Stadtmauer konnten aber nicht verhindern, dass Bacharach im Dreißigjährigen Krieg, beginnend mit der spanischen Besetzung durch Ambrosio Spinola 1620, die bis 1632 andauerte, achtmal die Besatzung und damit die vorherrschende Religion wechselte und mehrfach geplündert wurde. Auch mehrere Stadtbrände sorgten für Zerstörung. 1689 sprengten schließlich französische Truppen im Pfälzischen Erbfolgekrieg Burg Stahleck und vier Türme der Stadtmauer.
Bis 1802 existierte das Kapuzinerkloster St. Nikolaus in Bacharach, dessen Saalkirche, errichtet auf den Resten des alten Zollhauses, von 1688/1705 stammt.

### Neueste Geschichte

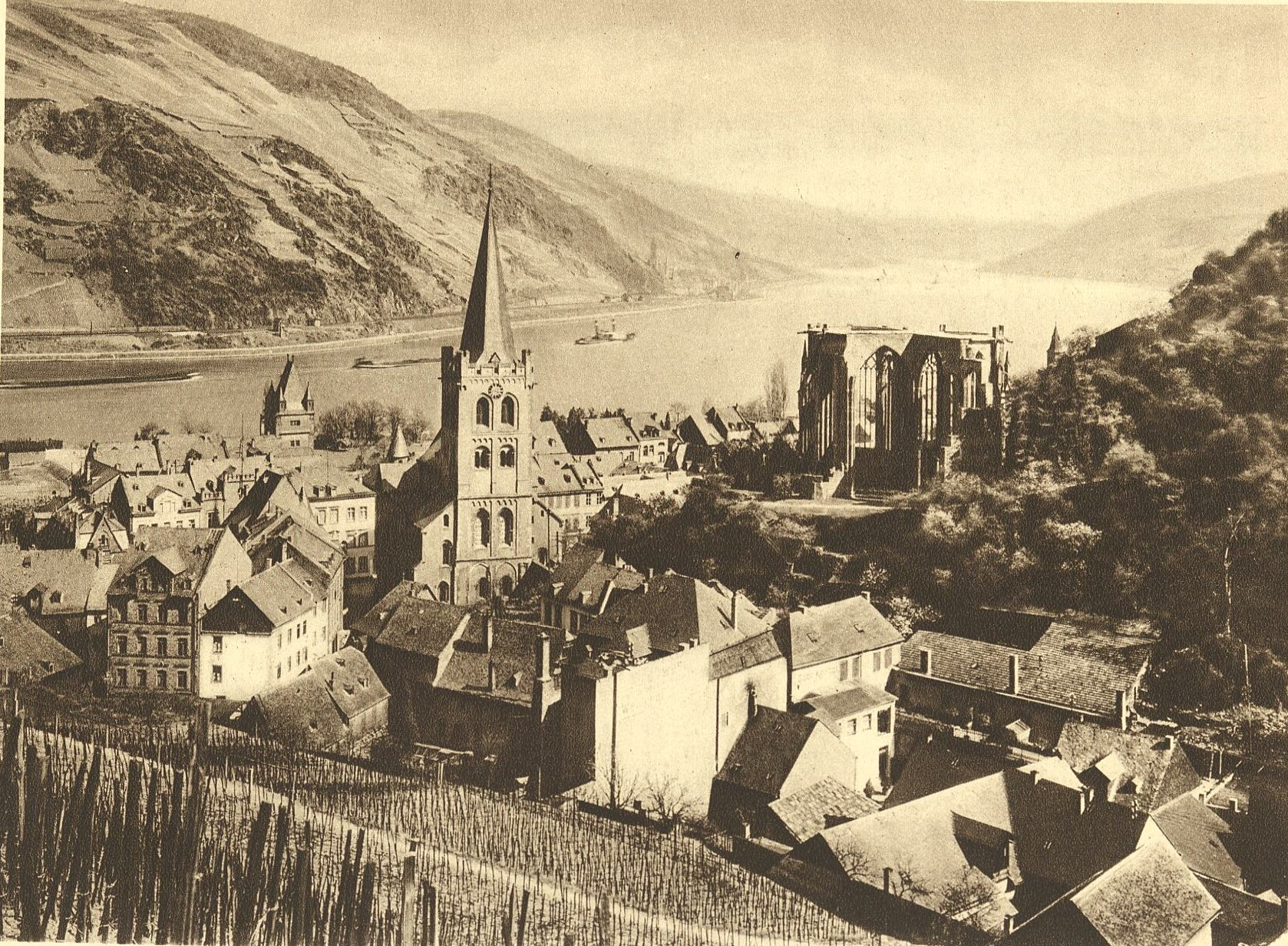
Kurt Hielscher: Bacharach, 1924

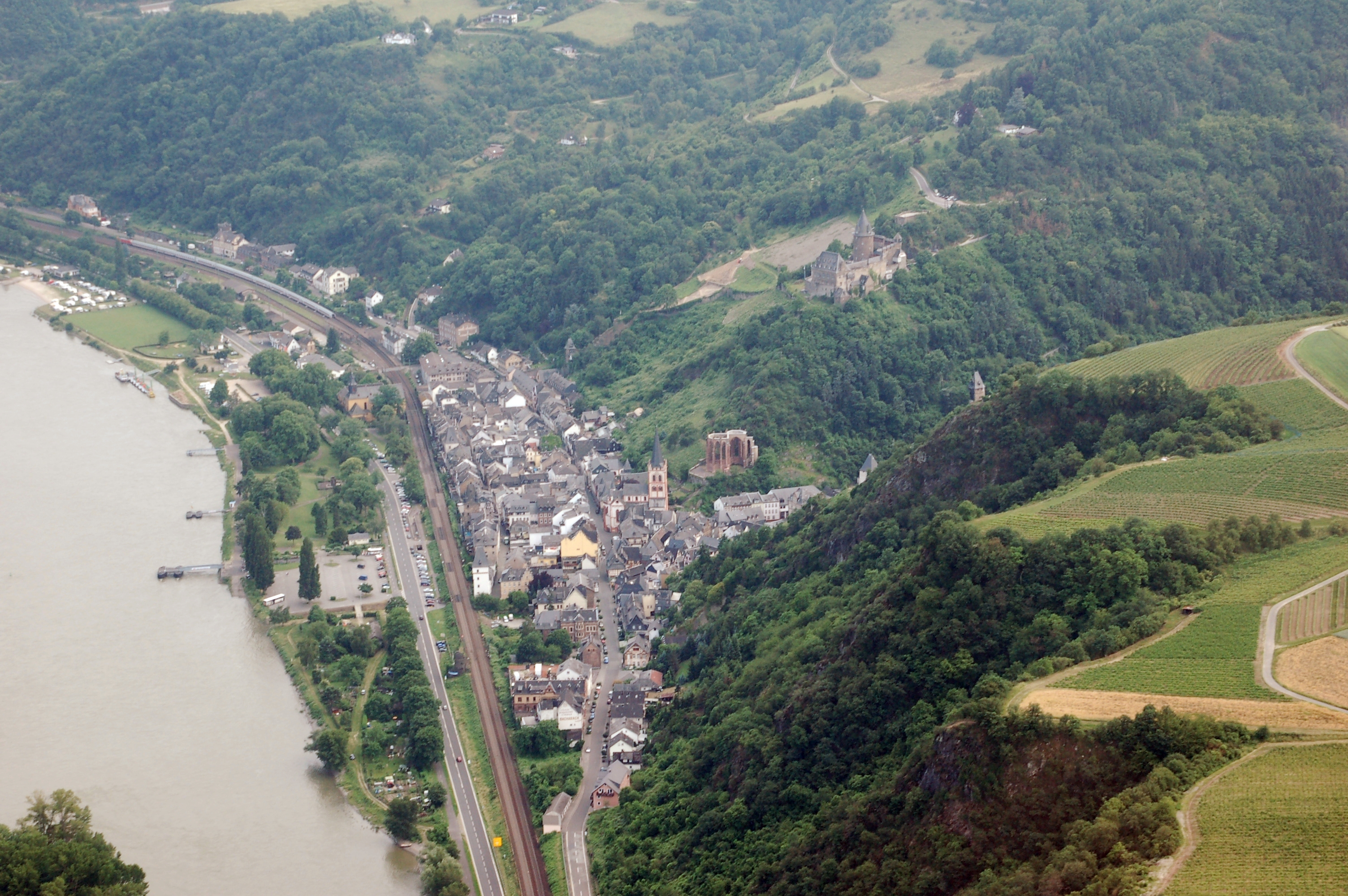
Luftaufnahme 2007

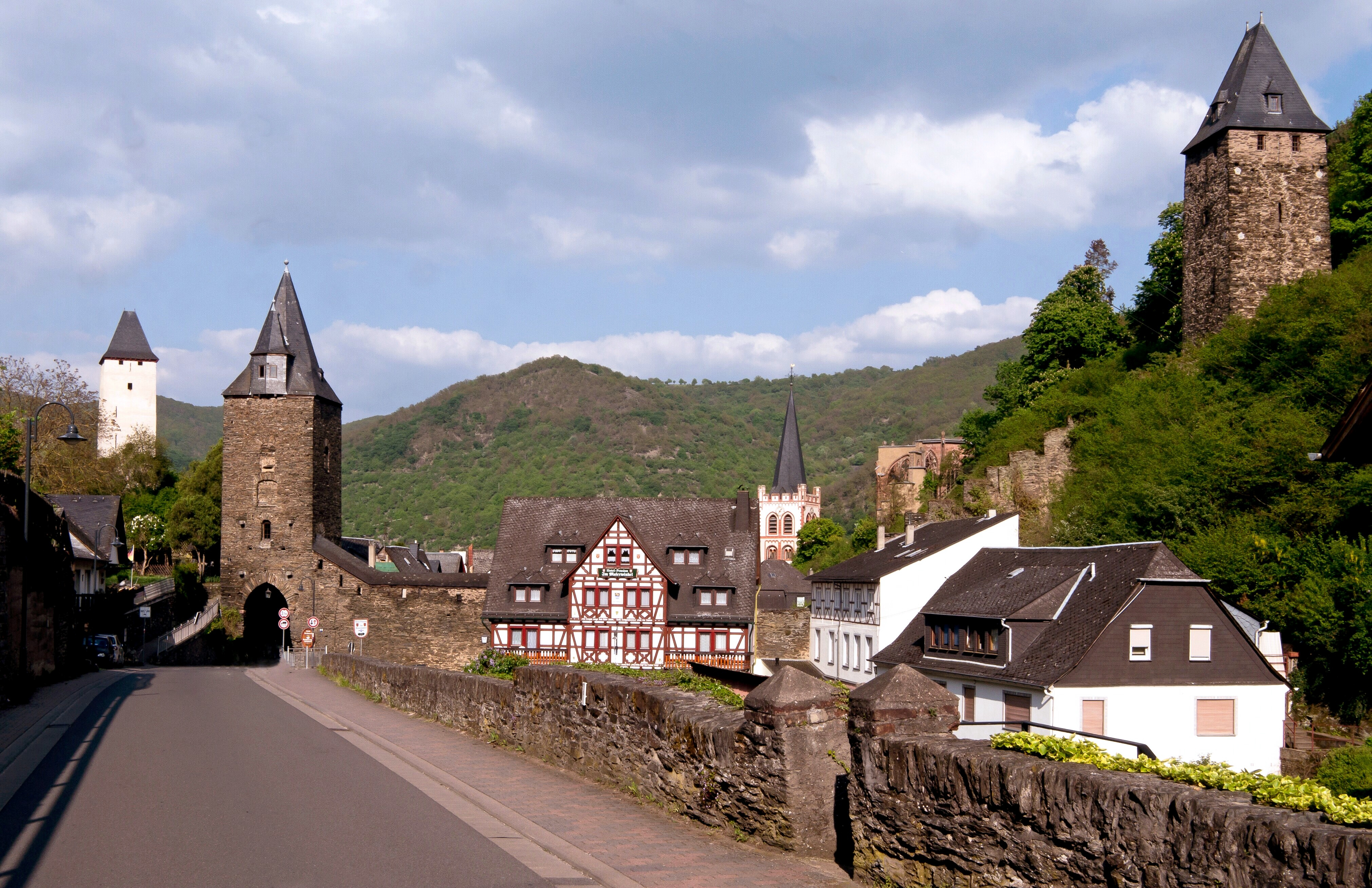
Steeger Tor und Malerwinkel

1794 besetzten französische Revolutionstruppen das linke Rheinufer, Bacharach gehörte von 1798 bis 1814 nach dem Frieden von Lunéville zum Département de Rhin-et-Moselle und war Hauptort (chef-lieu) eines Kantons. Während der napoleonischen Befreiungskriege zog der preußische Feldmarschall Blücher nach seinem Rheinübergang bei Kaub in der Neujahrsnacht 1813/1814 mit seinen Truppen durch Bacharach und das Steeger Tal Richtung Frankreich. An dieses Ereignis erinnert ein Gedenkstein etwas flussabwärts gegenüber Kaub. Nach dem Wiener Kongress ging die Stadt 1815 zusammen mit dem linken Rheinufer bis einschließlich Bingerbrück an Preußen. Es wurde dem Kreis Sankt Goar im Regierungsbezirk Koblenz der Rheinprovinz zugeordnet. Nach der Versandung des Hafens fiel Bacharach in einen Dornröschenschlaf, aus dem es erst im Zuge der Rheinromantik, Ende des 18. Jahrhunderts, wieder erweckt wurde. Die Beschreibung von Friedrich Schlegels Rheinreise 1802 und die von Clemens Brentano um 1800 entstandene Ballade Lore Lay lösten den frühen Rheintourismus aus. Die Aufhebung der französischen Kontinentalsperre 1814 brachte die britische Aristokratie ins Rheintal, welches durch Lord Byron in England Aufsehen erlangte.
Zu den ersten wichtigen Besuchern zählte 1840 der französische Schriftsteller Victor Hugo. Er schrieb während seiner Rheinreise: „Ich befinde mich in diesem Augenblick in einer der schönsten, angenehmsten und unbekanntesten alten Städte der Welt ... Bacharach ist wohl der älteste von Menschen bewohnte Ort, den ich in meinem Leben gesehen ... Bacharach liegt in einer wilden Gegend. Wolken, fast immer über seinen Ruinen hängend, jähe Felsen und ein wilder Felsbach umgeben würdig die alte ernste Stadt, die einst römisch, dann romanisch gewesen, endlich gotisch geworden, aber nicht modern werden will.“
Im Zuge der Rheinregulierung im Jahr 1850 wurde bei Bacharach der Ara Bacchi gesprengt, den Victor Hugo in seiner Rheinreise ebenfalls erwähnte.
Die Pflege und Erhaltung der Baudenkmäler Bacharachs, im frühen 20. Jahrhundert vom Rheinischen Verein für Denkmalpflege und Landschaftsschutz vorangetrieben, der sich besonders der damals höchst gefährdeten Stadtmauer und der Ruine von Burg Stahleck annahm, und das starke Engagement des Landes Rheinland-Pfalz für die Wernerkapelle haben dafür gesorgt, dass Bacharach heute noch ein Kleinod der Rheinromantik und ein vielseitiges Zeugnis der mittelalterlichen Architektur am Mittelrhein ist. Die Ruine der Wernerkapelle ist als Baudenkmal gesichert.
Heute lebt Bacharach vom Tourismus und der Wein aus Bacharach erfreut sich noch immer internationaler Beliebtheit. Probleme aufgrund einer wegen fehlender Perspektiven schrumpfenden Bevölkerungszahl sind aber nicht zu übersehen.

### Eingemeindungen
Am 7. Juni 1969 wurde die bis dahin selbständige Gemeinde Steeg mit seinerzeit 852 Einwohnern nach Bacharach eingemeindet.

### Einwohnerstatistik
Die Entwicklung der Einwohnerzahl bezogen auf das heutige Stadtgebiet von Bacharach, die Werte von 1871 bis 1987 beruhen auf Volkszählungen:
| Bacharach: Einwohnerzahlen von 1815 bis 2024 | Bacharach: Einwohnerzahlen von 1815 bis 2024 | Bacharach: Einwohnerzahlen von 1815 bis 2024 | Bacharach: Einwohnerzahlen von 1815 bis 2024 | Bacharach: Einwohnerzahlen von 1815 bis 2024 |
| -------------------------------------------- | -------------------------------------------- | -------------------------------------------- | -------------------------------------------- | -------------------------------------------- |
| Jahr                                         |                                              |                                              |                                              | Einwohner                                    |
| 1815                                         | 1815                                         |                                              | 1.794                                        | 1.794                                        |
| 1835                                         | 1835                                         |                                              | 2.342                                        | 2.342                                        |
| 1871                                         | 1871                                         |                                              | 2.511                                        | 2.511                                        |
| 1905                                         | 1905                                         |                                              | 2.859                                        | 2.859                                        |
| 1939                                         | 1939                                         |                                              | 2.746                                        | 2.746                                        |
| 1950                                         | 1950                                         |                                              | 3.091                                        | 3.091                                        |
| 1961                                         | 1961                                         |                                              | 2.853                                        | 2.853                                        |
| 1970                                         | 1970                                         |                                              | 2.712                                        | 2.712                                        |
| 1987                                         | 1987                                         |                                              | 2.184                                        | 2.184                                        |
| 1997                                         | 1997                                         |                                              | 2.268                                        | 2.268                                        |
| 2005                                         | 2005                                         |                                              | 2.097                                        | 2.097                                        |
| 2024                                         | 2024                                         |                                              | 1.575                                        | 1.575                                        |
| Quelle(n): statistik.rlp.de                  |                                              |                                              |                                              |                                              |

### Konfessionsstatistik
Mit Stand 30. Juni 2005 waren von den Einwohnern 52,0 % evangelisch, 29,6 % römisch-katholisch und 18,4 % waren konfessionslos oder gehörten einer anderen Glaubensgemeinschaft an. Der Anteil der Protestanten und Katholiken an der Gesamtbevölkerung ist seitdem jährlich um 1 Prozentpunkt gesunken. Mit Stand April 2025 waren von den Einwohnern 34,3 % evangelisch, 25,8 % katholisch und 39,9 % waren konfessionslos oder gehörten einer anderen Glaubensgemeinschaft an.

## Politik

### Stadtrat
Der Stadtrat in Bacharach besteht aus 16 Ratsmitgliedern, die bei der Kommunalwahl am 9. Juni 2024 in einer personalisierten Verhältniswahl gewählt wurden, und dem ehrenamtlichen Stadtbürgermeister als Vorsitzendem.
Die Beigeordneten des Stadtrates setzen sich aus dem 1. Beigeordneten – Gunter Pilger (FWG), dem 2. Beigeordneten – Rainald Kauer (CDU) und der 3. Beigeordneten – Christel Eichner (SPD) zusammen. Die einzelnen Fraktionssprecher des Stadtrates sind Dieter Stiehl für die FWG, Eckart Steeg für die CDU und Thomas Gundlach für die SPD.
Die Sitzverteilung im Stadtrat:
| Wahl | SPD | CDU | FDP | FWG | Gesamt   |
| ---- | --- | --- | --- | --- | -------- |
| 2024 | 3   | 5   | –   | 8   | 16 Sitze |
| 2019 | 4   | 5   | –   | 7   | 16 Sitze |
| 2014 | 4   | 5   | 1   | 6   | 16 Sitze |
| 2009 | 3   | 4   | 2   | 7   | 16 Sitze |
| 2004 | 3   | 5   | 2   | 6   | 16 Sitze |

- FWG = Freie Wählergruppe Bacharach e. V.

### Bürgermeister
Dieter Kemmer (FWG) wurde am 25. Juli 2024 Stadtbürgermeister von Bacharach. Bei der Direktwahl am 9. Juni 2024 hatte er als einziger Bewerber 87,5 % der Stimmen erreicht. Die Wahlbeteiligung lag bei 65,6 %.
Kemmers Vorgänger Philipp Rahn (SPD) hatte das Amt am 14. April 2022 übernommen. Der Stadtrat wählte ihn an diesem Tag mit großer Mehrheit ins Amt, wodurch eine dreijährige Vakanz endete. Das Amt blieb so lange unbesetzt, da bei der Kommunalwahl 2019 kein Kandidat angetreten war und der bisherige Stadtbürgermeister Karl-Heinz Schleis (SPD) es am 15. August 2019 wie angekündigt niedergelegt hatte.

### Ortsbezirke
Die Stadtteile Henschhausen, Medenscheid, Neurath und Steeg sind Ortsbezirke mit Ortsbeiräten und Ortsvorstehern.

### Städtepartnerschaften
Bacharach pflegt zu Overijse in Belgien und Santenay in Frankreich partnerschaftliche Beziehungen.

## Kultur und Sehenswürdigkeiten

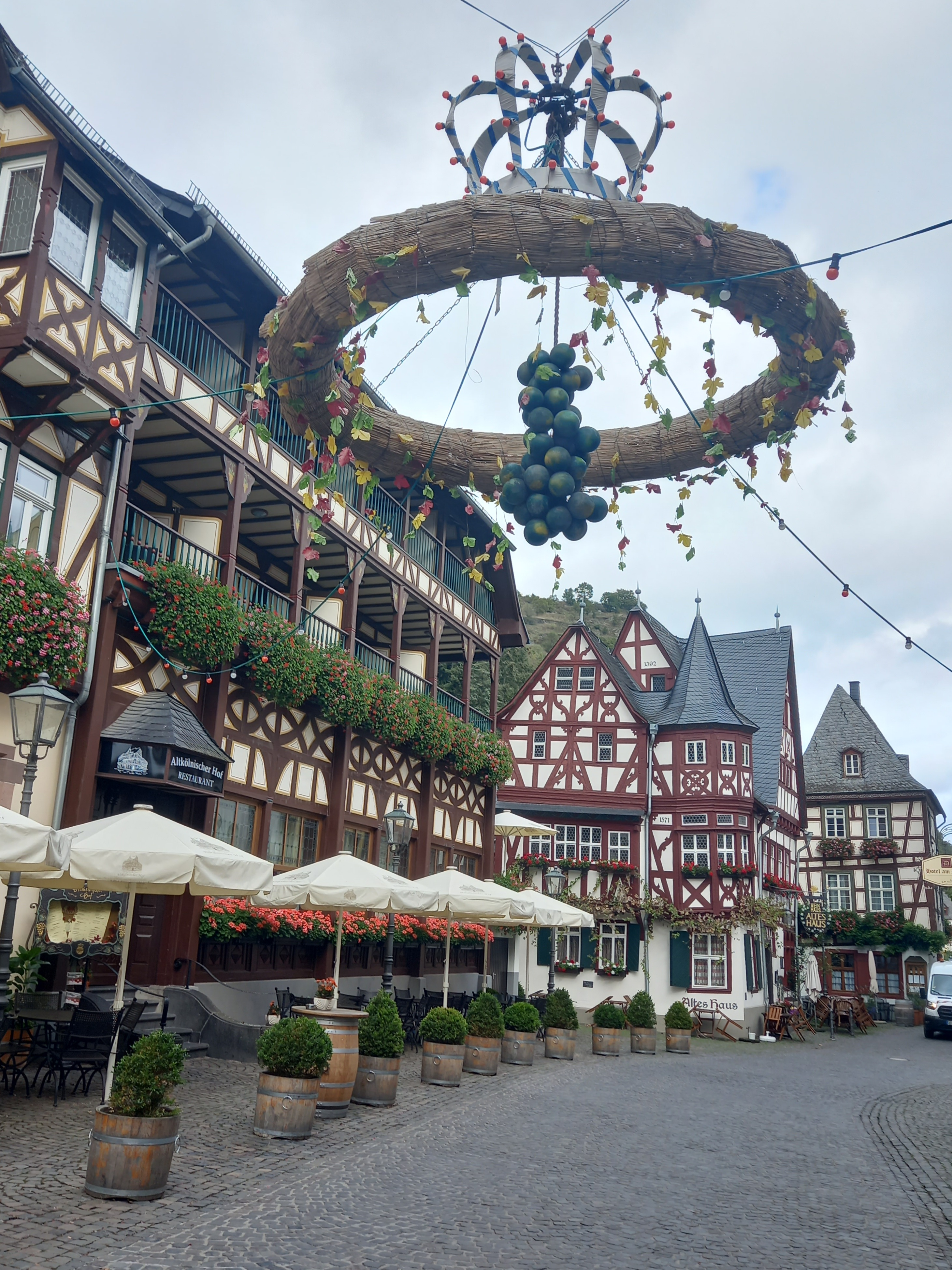
Einer Erntekrone nachempfundene Skulptur über dem Markt

### Bauwerke
- Fachwerkhäuser, die in der gesamten Stadt zu finden sind. Eine ganze Zeile fasst Bacharach mit der Stadtmauer zum Rhein hin ein. Die Stadtmauer ist unter Arkaden begehbar; von ihr aus führen Zugänge zu den Weinstuben und Restaurants mit Außenterrassen zum Rhein.
- Altes Haus, mittelalterliches Fachwerkhaus von 1389. Das heutige Erscheinungsbild resultiert aus einem um 1600 durchgeführten Umbau[22]
- Haus Utsch von 1585, seinerzeit auch von Friedrich Wilhelm Utsch, dem „Jäger aus Kurpfalz“, bewohnt
- Alter Posthof
- Alter Marktplatz
- Josefskapelle
- Kurpfälzer Amtskeller
- Ehemalige kurpfälzische Münze (seit Mitte 14. Jahrhundert)
- Zollhof mit der katholischen Kirche St. Nikolaus
- Evangelische Kirche St. Peter
- Ruine der gotischen Wernerkapelle
- Die Bacharach umgebende zum Teil begehbare Stadtmauer[23] ist eine der am besten erhaltenen in Rheinland-Pfalz.
- Die Türme der Stadtmauer (14. Jahrhundert):

1. Brückentor (nicht mehr vorhanden)[24]
2. Hutturm[25]
3. Sonnenturm (Reste)[26]
4. Kühlbergturm (Reste)[27]
5. Halbturm (Reste)[28]
6. Stahleckplateau auf der Burg Stahleck, UNESCO-Welterbe und heute eine Jugendherberge[29]
7. Liebesturm[30]
8. Holztor (Steeger Tor)[31]
9. Postenturm (früher Katzenturm)[32]
10. Spitzenturm (Reste)[33]
11. Zehntturm (nicht mehr vorhanden)[34]
12. Diebsturm (Reste)[35]
13. Münztor[36]
14. Markttor[37]
15. Kranentor[38]
16. Zollturm (nicht mehr vorhanden)[39]

- Winandturm (im Posthof)[40]
- Rheininsel, der Bacharacher Werth
- Reste einer Römerstraße oberhalb von Burg Stahleck
- Burg Stahlberg über Bacharach-Steeg
- St. Anna (Bacharach-Steeg)
- Blücher-Gedenkstein an der Rheinfähre

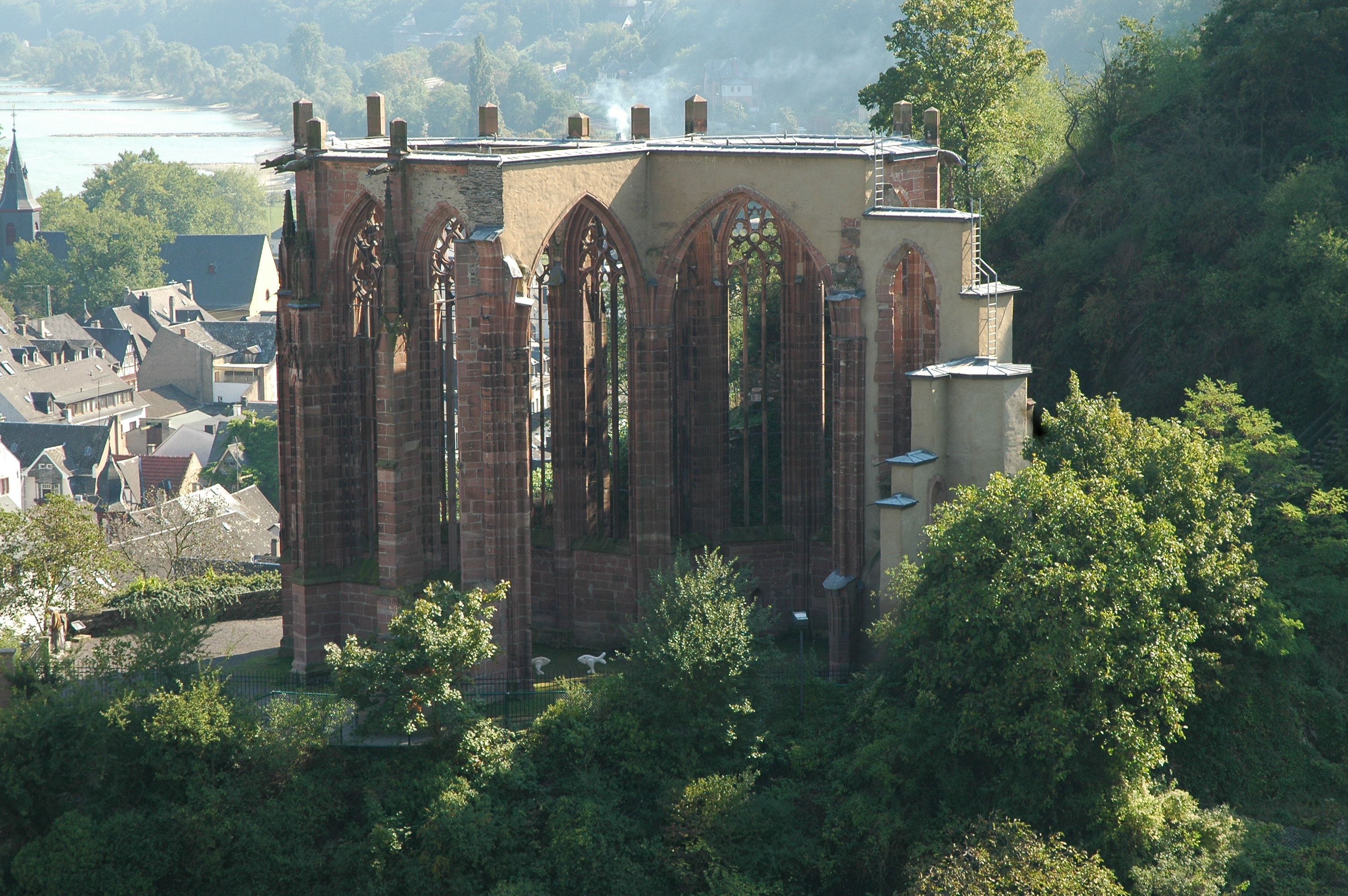
Wernerkapelle
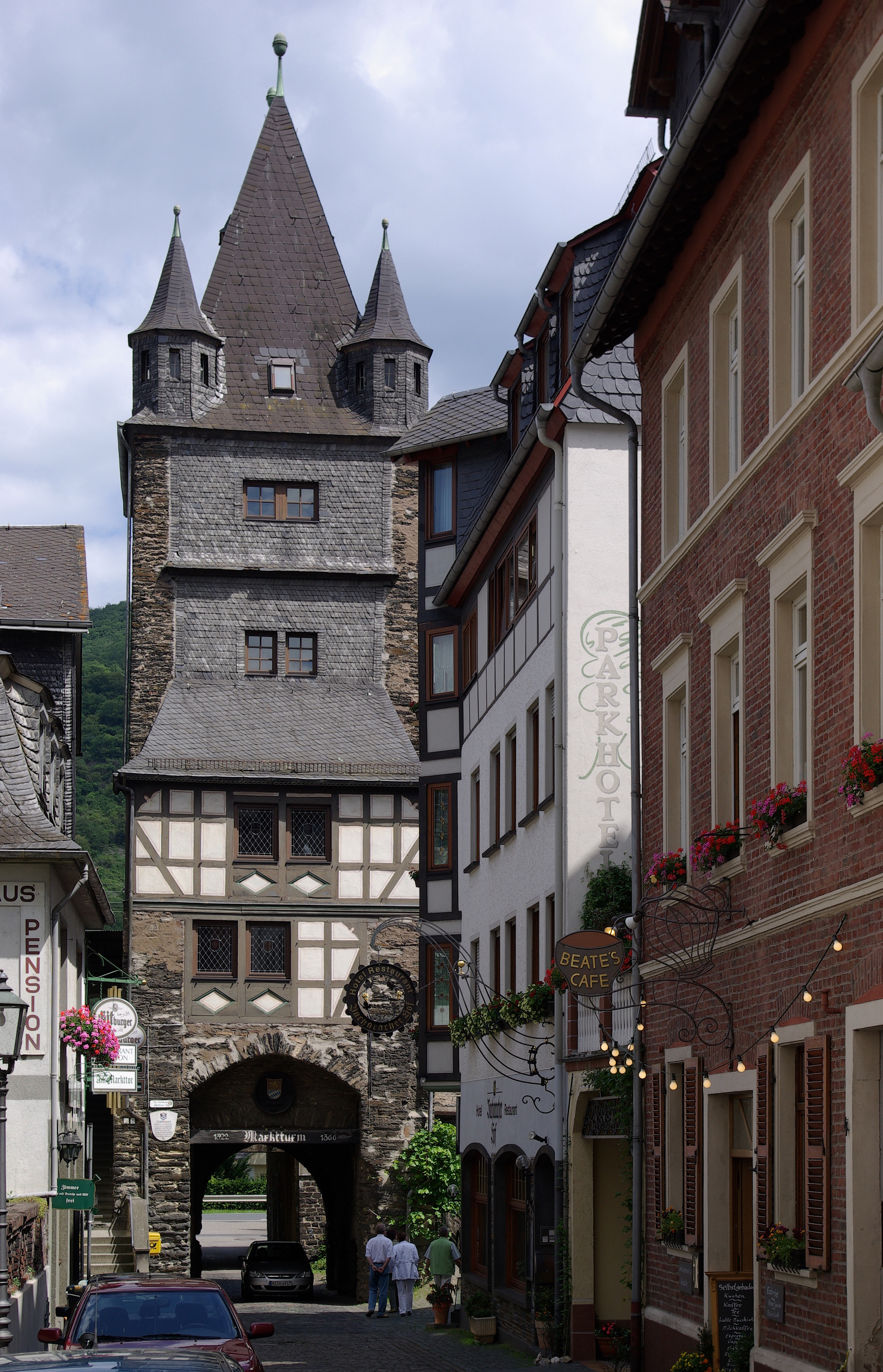
Marktturm
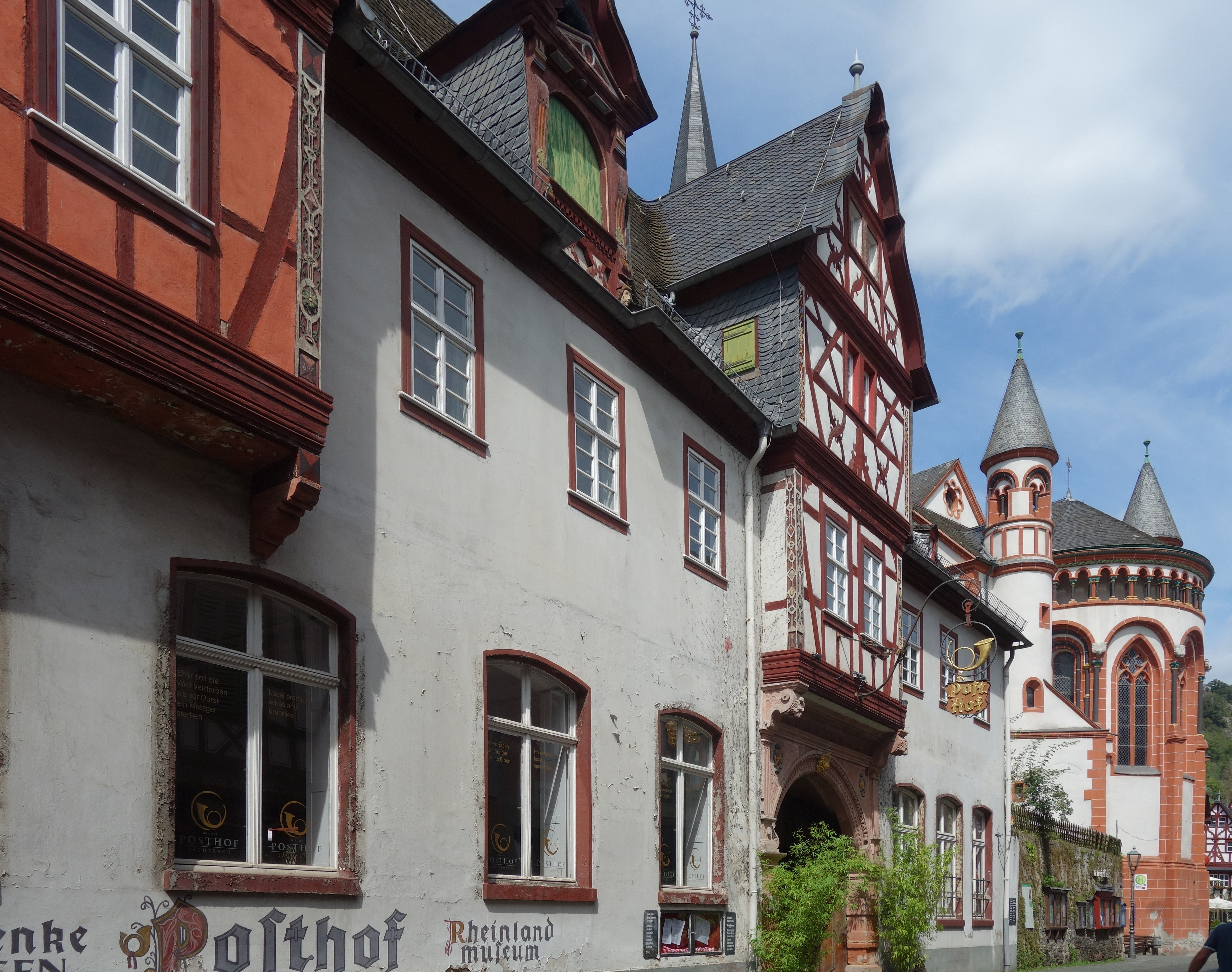
Alter Posthof
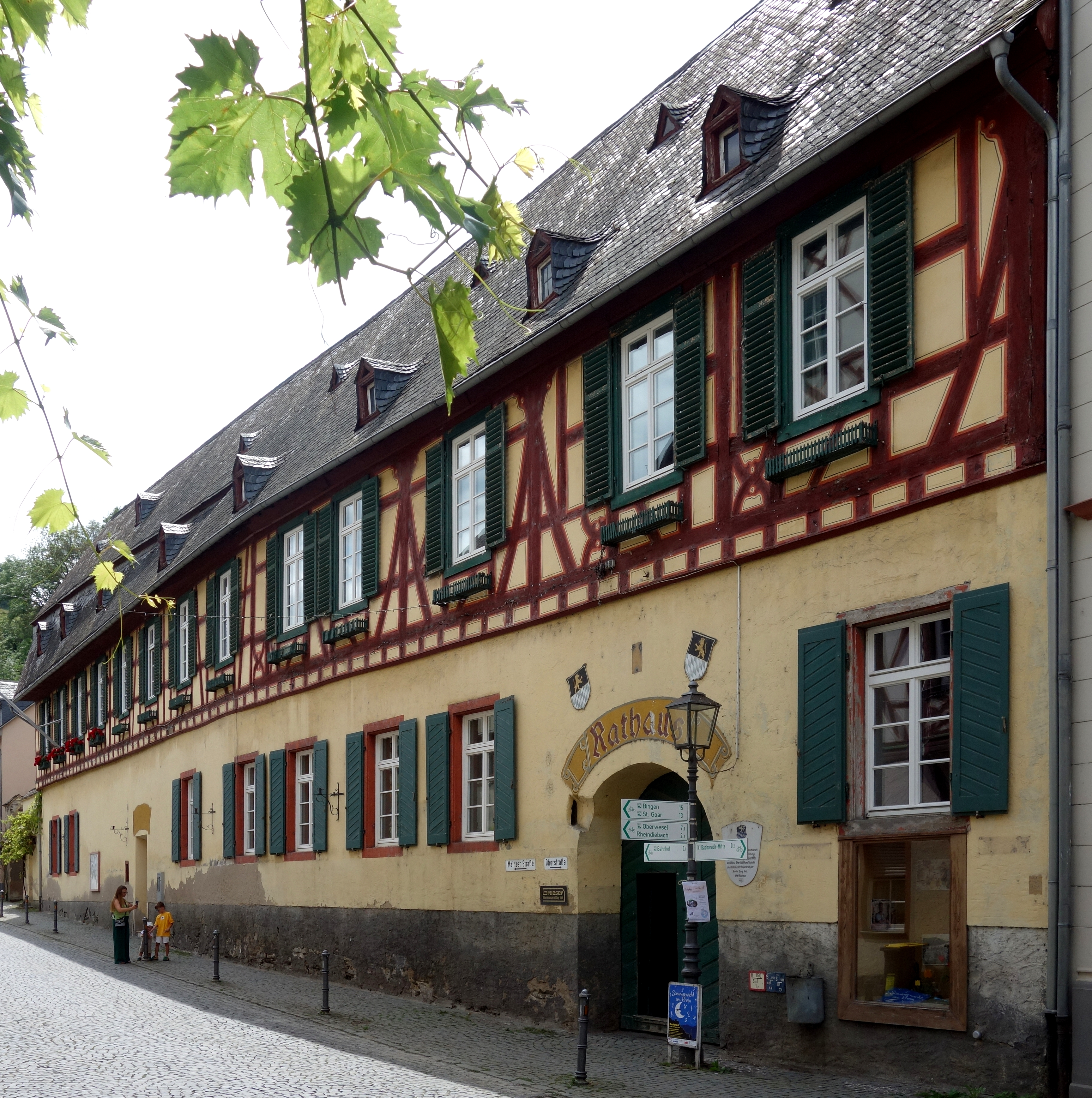
Rathaus
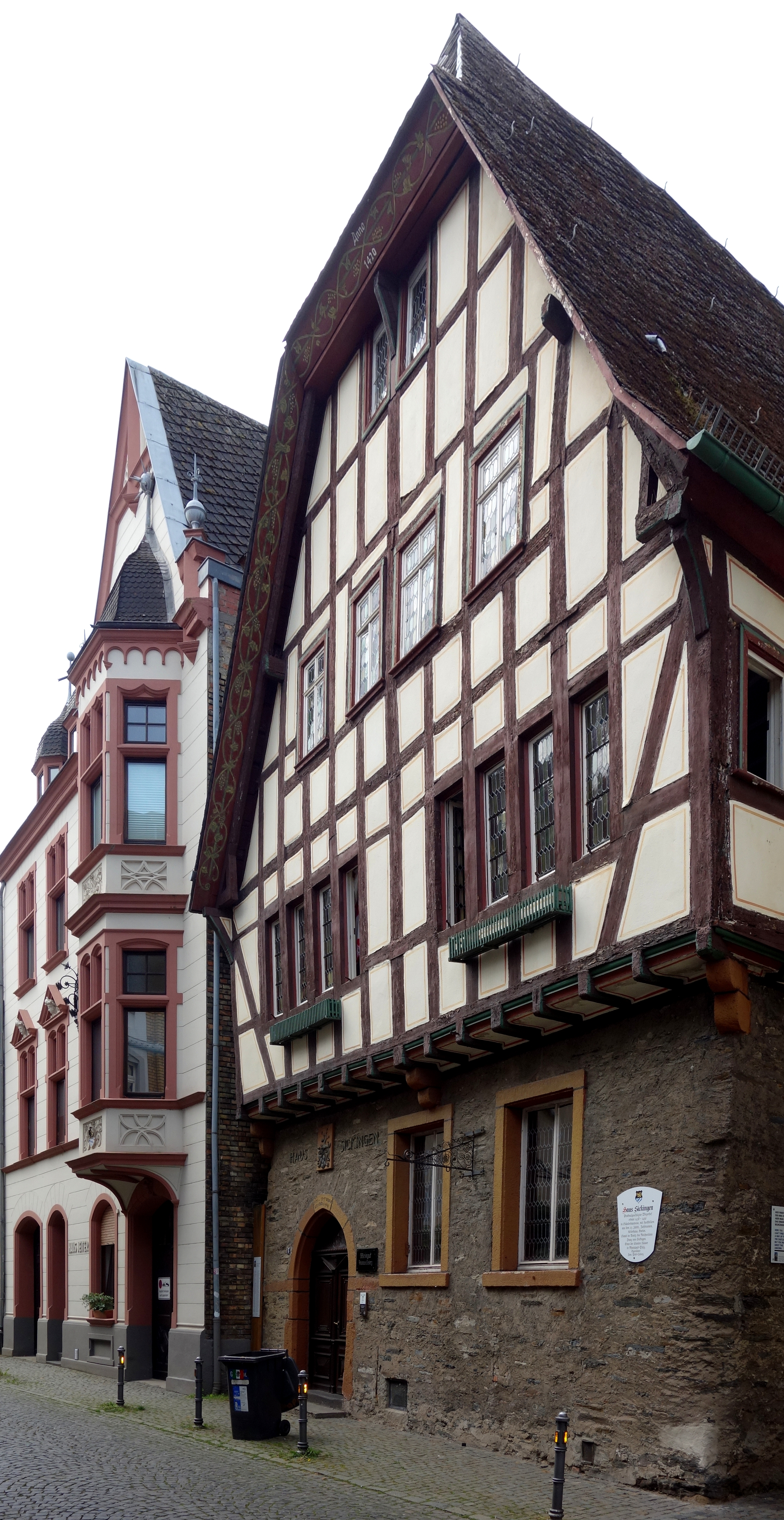
Haus Sickingen
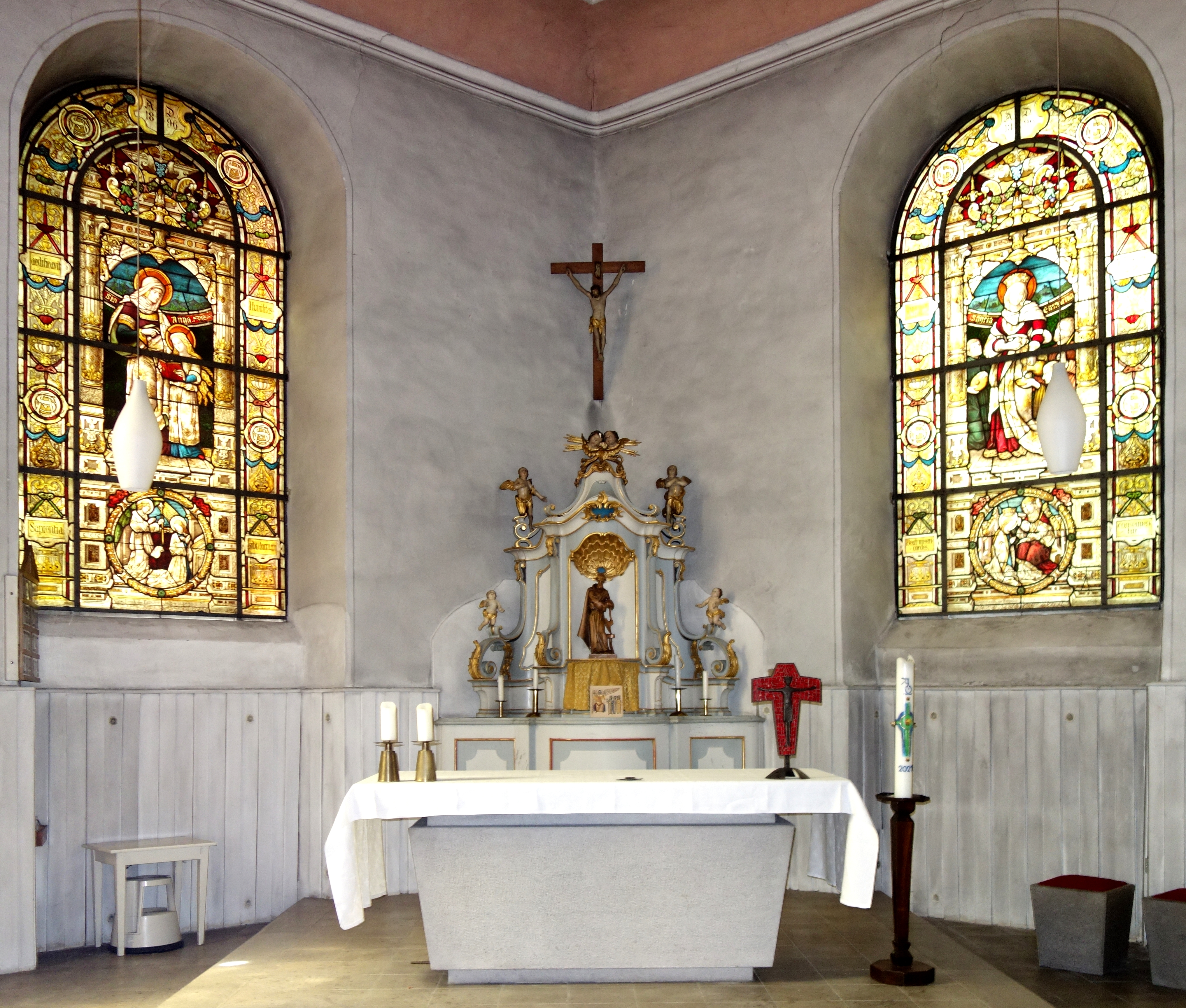
Josefskapelle
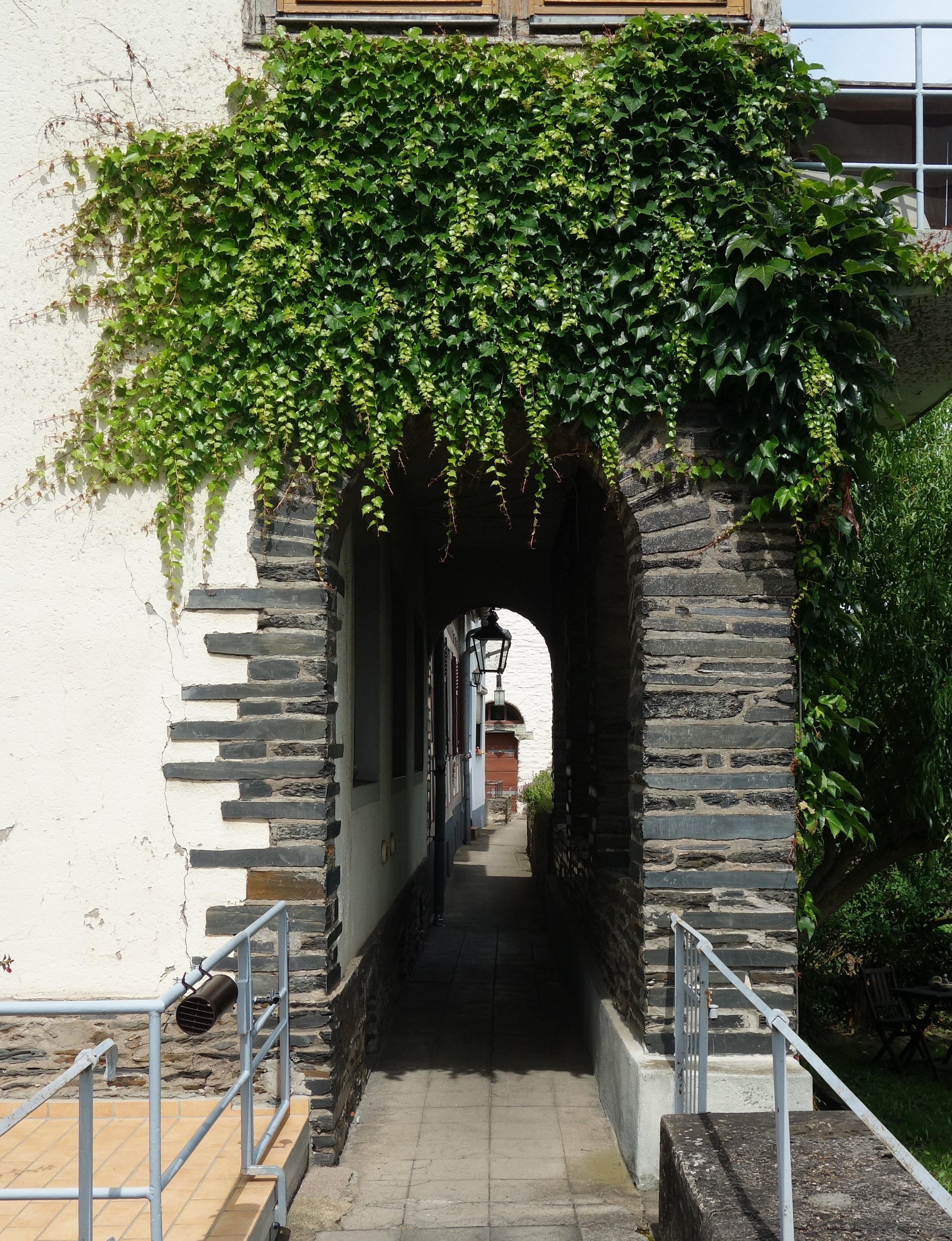
Laubengang auf der Stadtmauer
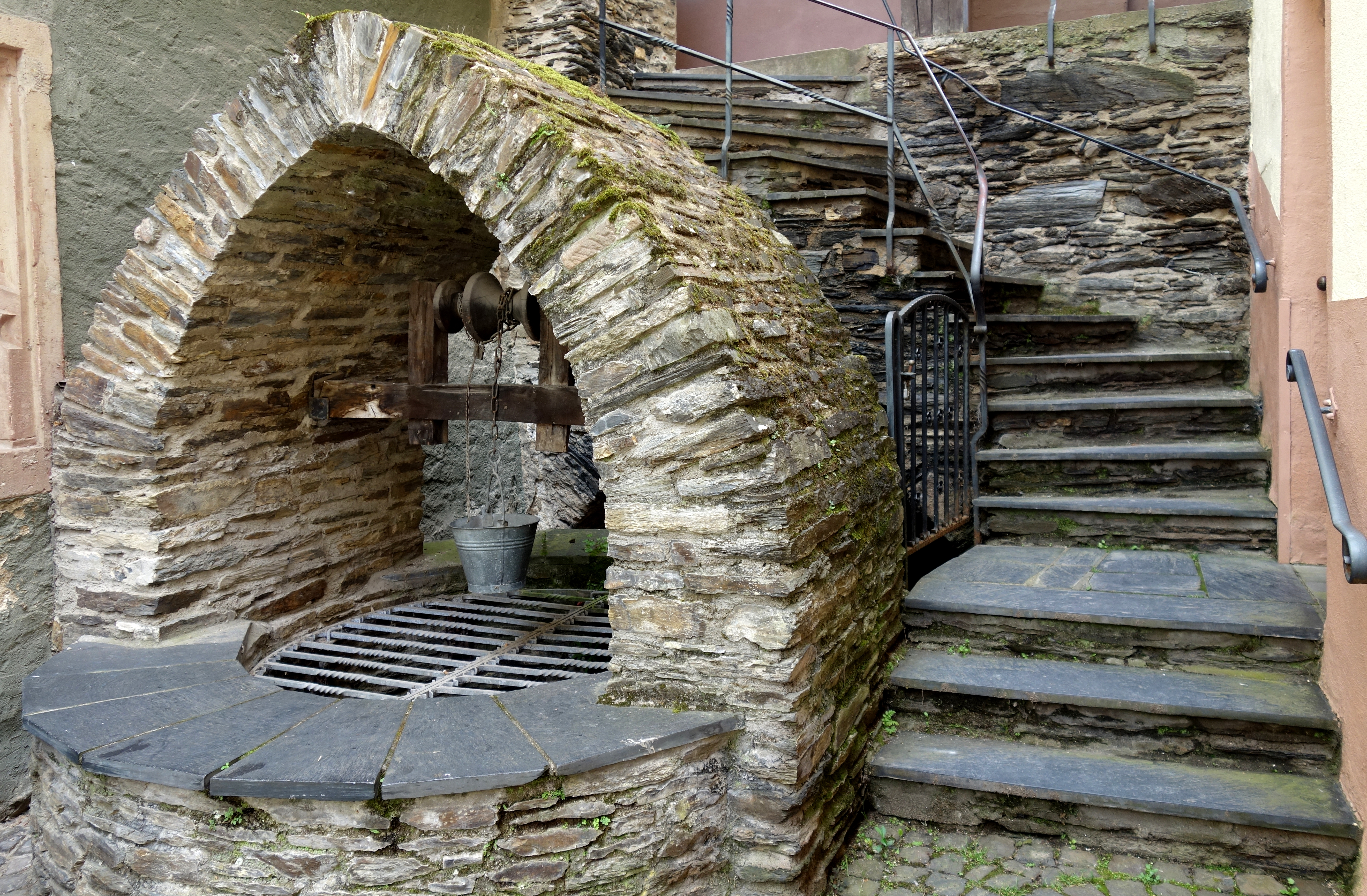
Brunnen an der Langstraße
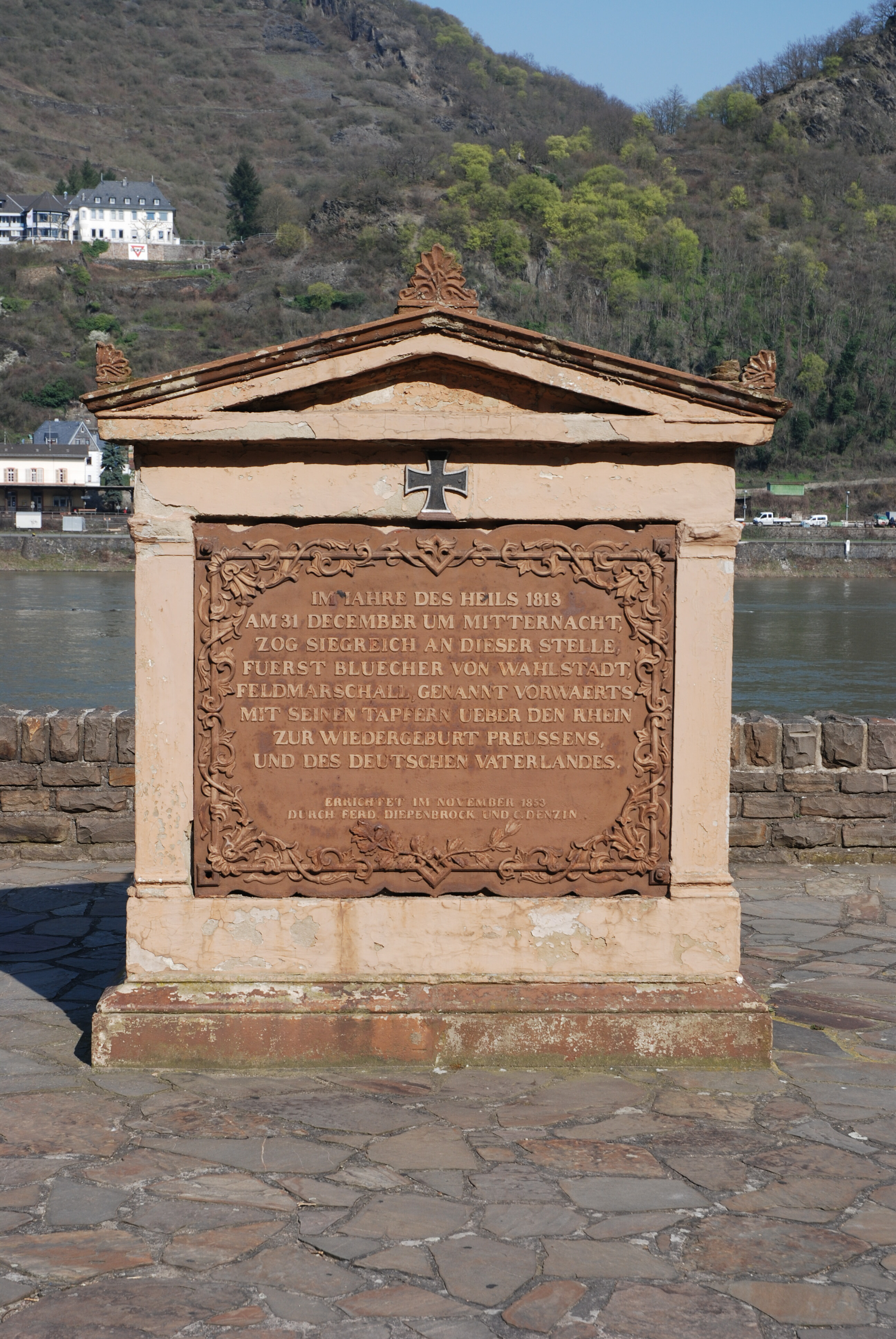
Blücher-Gedenkstein

### Bacharach in der Literatur

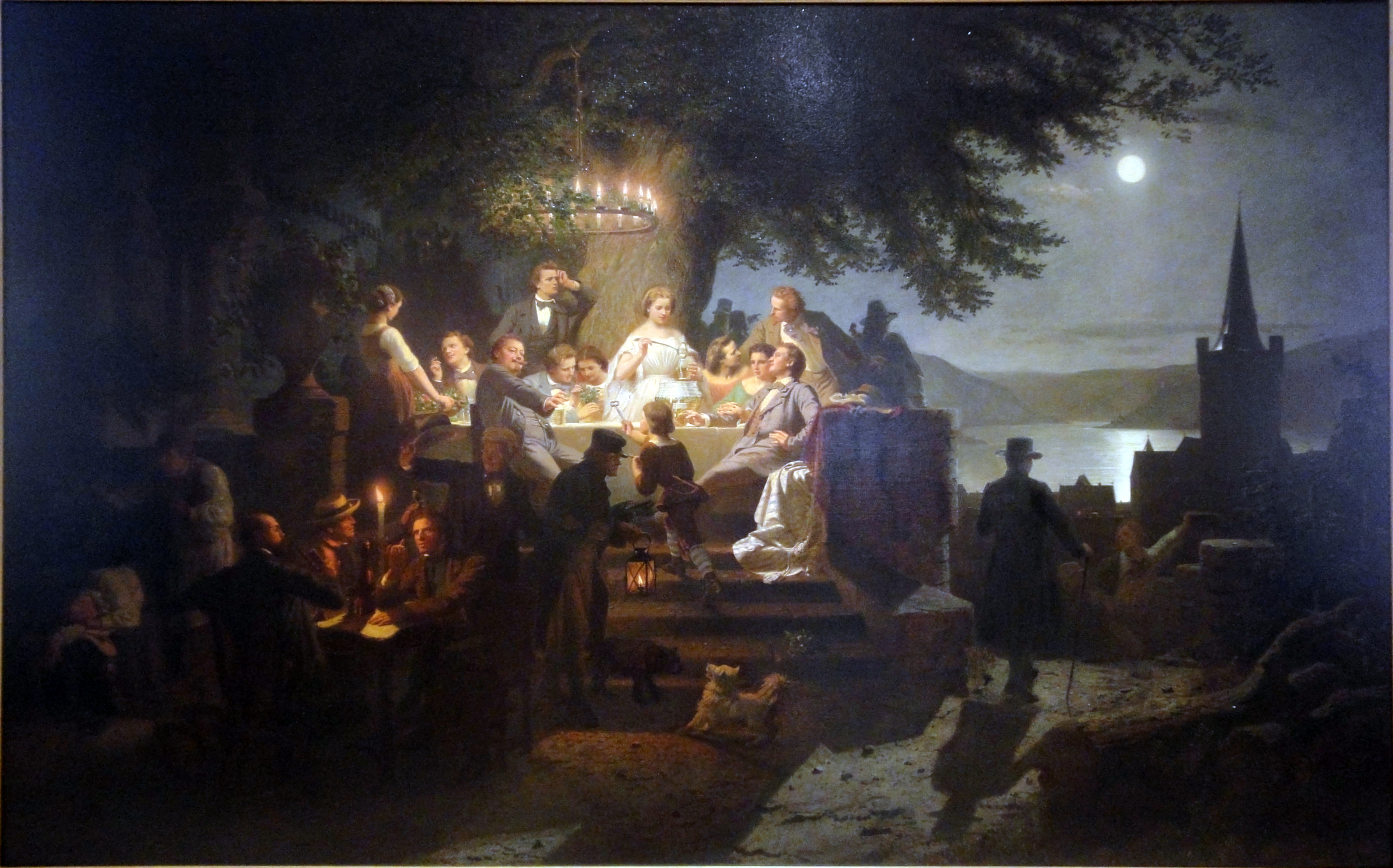
Sommernacht am Rhein, Genrebild der Rheinromantik von Christian Eduard Boettcher, 1862

- Heinrich Heine: Der Rabbi von Bacherach (sic) 1840.[41]
- Heinrich Heine: Gedicht Ich weiß nicht, was soll es bedeuten …[42]
- Don Jaffé: Prolog zu Rabbi von Bacherach nach Heinrich Heine, Musikstück für Violoncello und Sprecher
- Clemens Brentano: Loreley-Gedicht Zu Bacharach am Rheine …
- Gerd Hergen Lübben: Der Textfund zu Bacherach [Vorsatz/ „Vom Heiligen Werner und Pogrom in Bacherach am Rhein“ / Nachklang]. In: Die Brücke – Forum für antirassistische Politik und Kultur. Heft 140, 2/2006 (Saarbrücken), S. 126–128.
- Guillaume Apollinaire: Gedicht La Lorley. In: Oeuvres poétiques. Gallimard, Paris 1965, S. 115f.[43] Vertont von Dmitri Schostakowitsch
- Robert Stolz’ Singspiel Wenn die kleinen Veilchen blühen (1932) spielt im „Alten Haus“ Bacharach, seinem Stammlokal.
- Achim von Arnim: Des Knaben Wunderhorn: Trinklied: „Zu Klingenberg am Maine, Zu Würzburg an dem Steine, Zu Bacherach am Rhein …“

### Regelmäßige Veranstaltungen

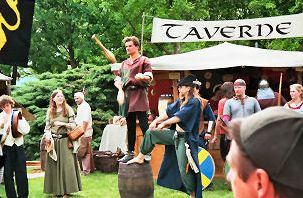
Impression vom Vierthälermarkt 2007

- Kulinarische Sommernacht (jeweils am vierten Augustwochenende)
- Bouleturnier
- Tal toTal (bis 2019) – Autofreier Erlebnistag, oberes Mittelrheintal (jeweils am letzten Sonntag im Juni)
- Vierthälermarkt – Mittelalterlicher Markt in Bacharach
- Kappensitzung des BCV (Bacharacher Carneval-Verein e. V.)

## Verkehr
Bacharach liegt an der linken Rheinseite und ist auf der Straße über die B 9 erreichbar. Von und nach Bacharach fahren in der Saison Ausflugsschiffe der Köln-Düsseldorfer-Rheinschiffahrt. Die Fähren ab der Engelsburg nach Kaub verbinden mit den Verkehrswegen am anderen Rheinufer. Zwischen Bingen und Bacharach führt der Rheinradweg unterhalb der Bahn am Ufer entlang, in Richtung Oberwesel verläuft er direkt neben der Bundesstraße 9. Der Hunsrück-Radweg führt quer über den Hunsrück bis nach Saarburg an der Saar.
Die Stadt gehört dem Rhein-Nahe-Nahverkehrsverbund an, sie liegt an der linken Rheinstrecke und wird im Stundentakt von der Mittelrheinbahn sowie zweistündlich unter dem Namen der SÜWEX, mit der Regionalexpresslinie 2 bedient.
| Linie | Verlauf | Takt                                   | Betreiber      |
| ----- | --- | -------------------------------------- | -------------- |
| RE2   | SÜWEX: Frankfurt (Main) Hbf – Frankfurt-Niederrad – Frankfurt (Main) Flughafen Regionalbf – Rüsselsheim – Mainz-Bischofsheim – Mainz Römisches Theater – Mainz Hbf – Ingelheim – Bingen (Rhein) Hbf – Bacharach – Oberwesel – Boppard Hbf – Koblenz Hbf Stand: Fahrplanwechsel Dezember 2021 | 120 min (zus. Züge wochentags zur HVZ) | DB Regio Mitte |
| RB 26 | MittelrheinBahn: (Köln/Bonn Flughafen –) (nur im Nachtverkehr) Köln Messe/Deutz – Köln Hbf – Köln West – Köln Süd – Hürth-Kalscheuren – Brühl – Sechtem – Roisdorf – Bonn Hbf – Bonn UN Campus – Bonn-Bad Godesberg – Bonn-Mehlem – Rolandseck – Oberwinter – Remagen – Sinzig (Rhein) – Bad Breisig – Brohl – Namedy – Andernach – Weißenthurm – Mülheim-Kärlich – Koblenz-Lützel – Koblenz Stadtmitte – Koblenz Hbf – Rhens – Spay – Boppard Hbf – Boppard-Bad Salzig – Boppard-Hirzenach – Sankt Goar – Oberwesel – Bacharach – Niederheimbach – Trechtingshausen – Bingen (Rhein) Hbf – Bingen (Rhein) Stadt – Bingen-Gaulsheim – Gau Algesheim – Ingelheim – Heidesheim (Rheinhessen) – Uhlerborn – Budenheim – Mainz-Mombach – Mainz Hbf Stand: Fahrplanwechsel Dezember 2021 | 60 min                                 | Trans Regio    |

## Söhne und Töchter der Stadt
- Arnold Weickard (* 1578; † 23. November 1645, Frankfurt am Main), Leibarzt der Pfalzgräfin Anna Margaretha von Pfalz-Veldenz, Witwe des Herzogs Reichard (Pfalz-Simmern-Sponheim), auf der Burg Neubolanden; Senior des Medizinischen Kollegs Frankfurt am Main
- Johann David Wilhelmi (1619–1671), Mediziner, Stadtphysicus in Bern
- Anton Horneck (1641–1697), anglikanischer Theologe und Domherr von Westminster Abbey in London
- Gerhard von Kügelgen (1772–1820), Maler
- Karl von Kügelgen (1772–1832), Landschafts- und Historienmaler, russischer Hof- und Kabinettmaler
- Hans Meinhard von Schönberg (1582–1616), kurpfälzischer und kurbrandenburgischer Feldobrister und Hofmeister des Winterkönigs
- Johann Josef Kewer (1810–1903), Notar und Heimatschriftsteller
- Jakob Heep (1893–1956), Politiker, Landrat und Landtagsabgeordneter der SPD
- Friedrich Ludwig Wagner (1910–1999), Landrat und Heimatforscher
- Friedrich Wilhelm Hamdorf (1936–2022), Klassischer Archäologe
- Friedrich G. Paff (* 1950), Schriftsteller und Dichter, lebt und arbeitet in Marburg
- Harald Jung (1966–2024), evangelischer Theologe, Philosoph, Ökonom und Hochschullehrer

## Persönlichkeiten, die in der Stadt gewirkt haben
- Sebastian Virdung, 1500–1507 Kaplan auf Burg Stahleck
- Remigius Albulan (* um 1500/10; † Juni 1547) aus Trier, ab etwa 1545 evangelisch-lutherischer Pfarrer in Bacharach
- Joseph Knippenberg, 1935–1943 Fotograf in Bacharach